# Ronöholm

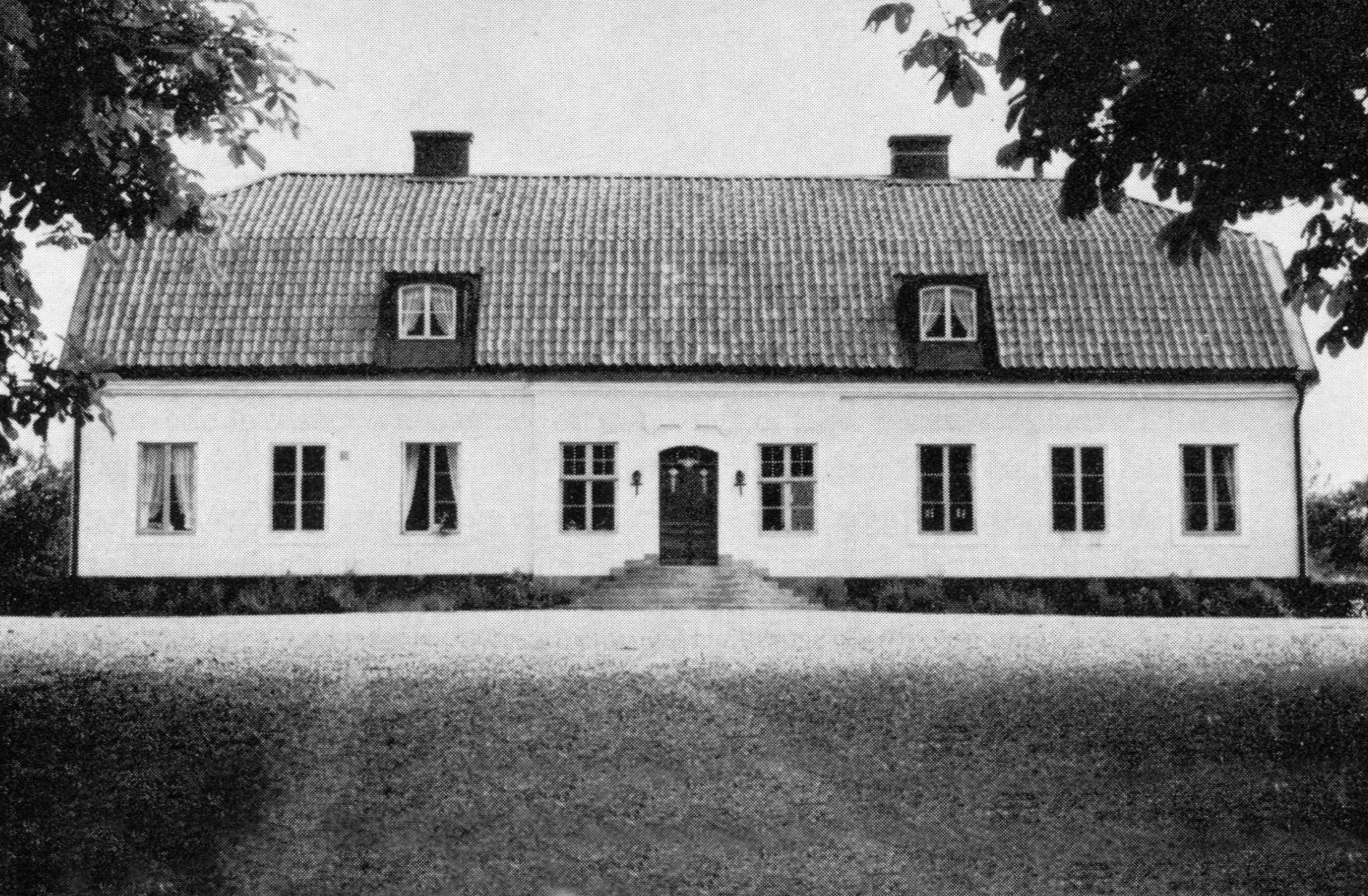
Ronöholms huvudbyggnad 1967.

Ronöholm är en herrgård och ett tidigare säteri i Edebo socken i Norrtälje kommun, Stockholms län.

## Historik

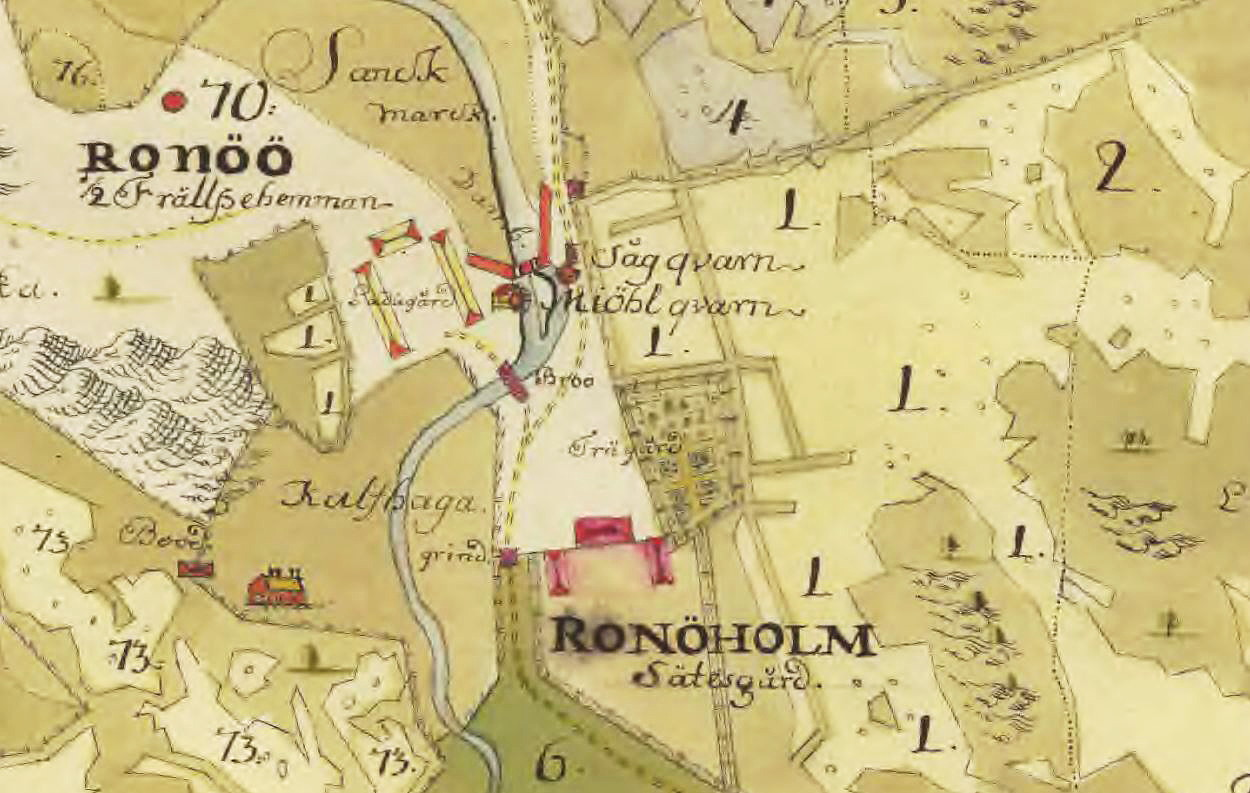
Ronöholm 1727.

Egendomen omnämns i skrift första gången år 1387 då det talas om en Folke Karlson på Rönöholm. Gården, som kallades även Ronö och Runeholm, köptes 1635 av Peder Johansson Månesköld af Seglinge från kronan. Hans änka Anna Körning gjorde stället till släktens säteri. Ronöholm stannade sedan i släkterna Månesköld respektive Svinhufvud. År 1719 såldes gården till Johan Teet (död 1752). Nästa ägare var friherre Erik Oxenstierna som tillträdde egendomen 1735 och införlivade den med Hargs bruk. 
Ronöholm vandrade sedan genom många händer bland andra Engelcrantz, Wadenstierna och åter igen Oxenstierna. 1862 ägdes Ronöholm av fröken C. Taube från Stockholm. Kring sekelskiftet 1900 var bebyggelsen ganska förfallen och på 1930-talet ägdes Ronöholm av Holmens Bruk. År 1942 inköptes egendomen av byggmästaren och direktören Nils Nessen, som lät genomföra en varsam renovering och restaurering av huvudbyggnaden. I slutet av 1960-talet ägdes Ronöholm fortfarande av Nils Nessen och idag (2017) av sonen Johan Nessen (född 1947) som bland annat driver fåravel och fårskötsel på gården.

## Bebyggelsen

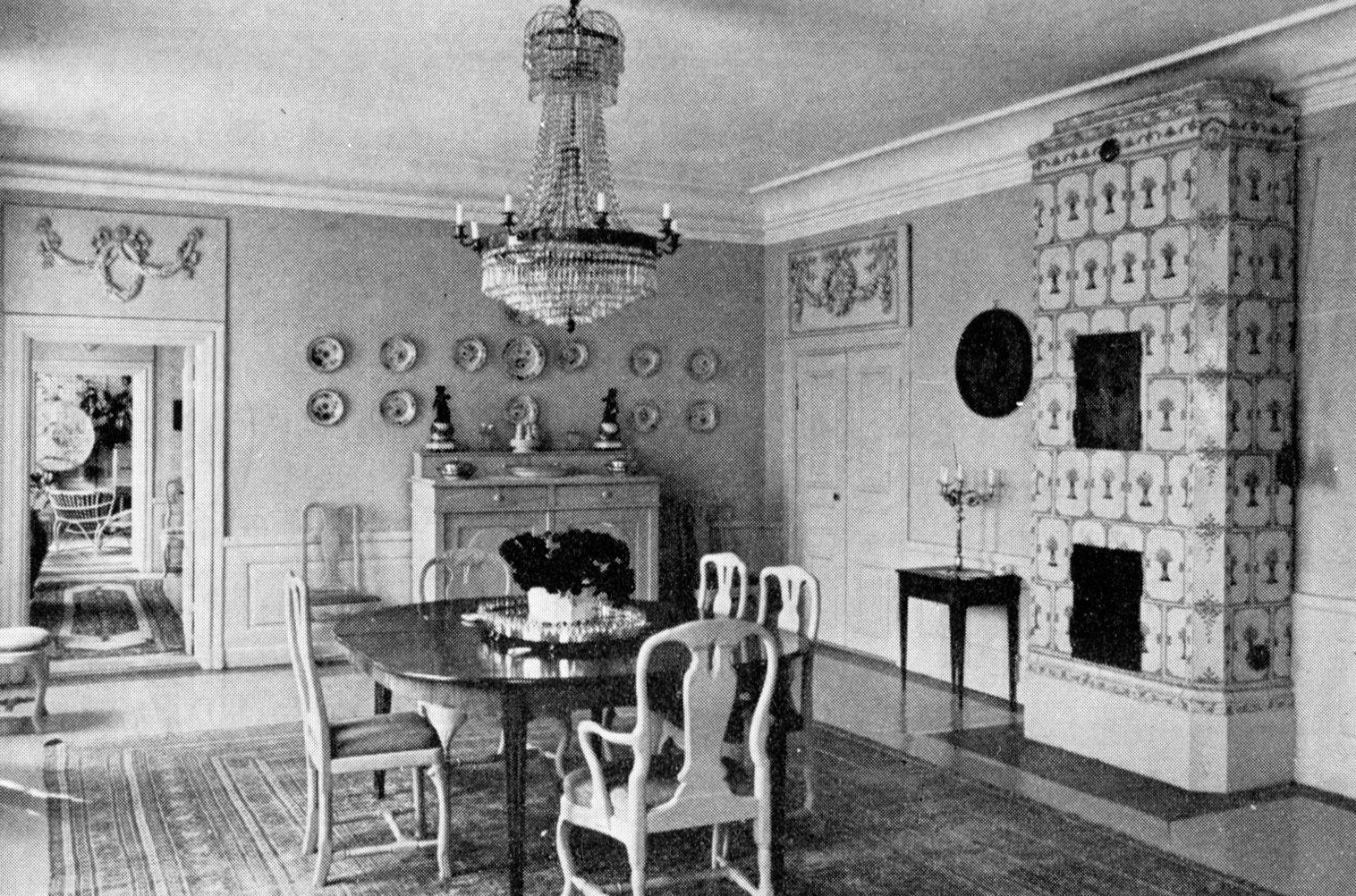
Ronöholms matsal på 1960-talet.

Ronöholms corps de logi är ett stenhus i en våning under ett valmat och brutet sadeltak. Fasaderna är putsade och avfärgade i blekrosa kulör. Fönstren inramas av vit slätputs. Huvudbyggnaden flankeras i norr av två fristående flyglar, den östra av timmer men numera putsad. Den östra är den äldre och enligt traditionen två gånger nedbränd av ryssarna 1717. Den västra flygeln är av sten och uppförd samtidigt med huvudbyggnaden. Ursprungligen fanns här kök och bakugn. Numera ligger ett nytt kök i huvudbyggnadens bottenvåning.

## Omgivningen
På en karta från 1727 framgår gårdens bebyggelse när Johan Teet var ägare. Genom gårdsbebyggelsen rinner Gråskaån som här dammades upp för att driva en vattenkvarn. Kvarnen, som är bevarad, är en röd timmerbyggnad med hela maskineriet kvar. Väster om kvarnen låg en ladugårdsfyrkant. En fruktträdgård fanns nordost om huvudbyggnaden och gården hade en mindre hamn i Edeboviken.